# Museo de la Aviación Naval
El Museo de la Aviación Naval (MUAN) de la Armada Argentina se encuentra en la ciudad de Bahía Blanca, provincia de Buenos Aires.
El Museo de la Aviación Naval fue establecido en 1996, en la puerta de entrada de la Base Aeronaval Comandante Espora. Sus principales atracciones son los aviones históricos que conserva y una reproducción en escala 1:1 de la cubierta del extinto portaviones ARA Veinticinco de Mayo.

## Organización

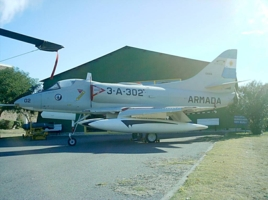
A-4Q Skyhawk

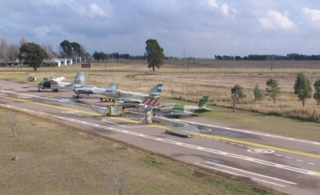
Reproducción de la cubierta de vuelo del portaviones ARA Veinticinco de Mayo

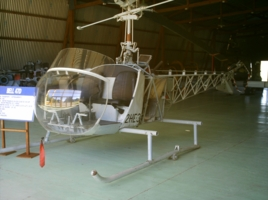
Bell 47

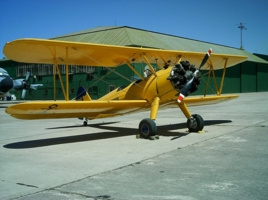
Stearman, el último en vuelo de la Aviación Naval

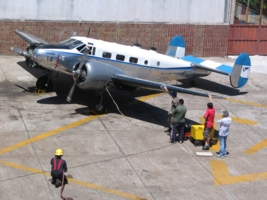
Beechcraft C-45

El museo se constituye por los siguientes lugares:
- Parque de Aeronaves «Teniente de Navío Melchor Escola».
- Reproducción en escala 1:1 de la cubierta de vuelo del portaviones ARA Veinticinco de Mayo.
- el Salón Histórico «Vicealmirante Don Hermes Quijada». Este militar fue el comandante del primer vuelo argentino que aterrizó en el polo sur[3] y primer piloto de helicóptero de la Aviación Naval.[4] El salón funciona en el edificio donde anteriormente se ubicaba el cine y salón de actos de la Base Aeronaval Comandante Espora, ocupa 450 m² cubiertos.[5] Se divide en:[6]
  - Sala de ingreso
  - Sala de honor
  - Sector aviación naval embarcada
  - Sector aviación naval en la Antártida Argentina
  - Sector equipamiento aeronáutico
  - Sector Malvinas
  - Sector aviación civil y apoyo a la comunidad
- Hangar Tecnológico «Condestable de Primera Joaquín Oytaben». El nombre homenajea al primer piloto de la Aviación Naval muerto en acto del servicio (16 de octubre de 1915).[7] El hangar es uno de los primeros los que contó la naval, en 1926.[8]
- Hangar de Restauración y Mantenimiento de Aeronaves.
- Oficina de Museología, Aula, Archivo, Biblioteca y Depósito de Museología.

Es el Hangar N.º 1 de la Base Aeronaval Comandante Espora, se encuentran las aeronaves en restauración o en espera de serlo, así como las aptas para volar y las ya restauradas que requieren protección de la intemperie. No se encuentra abierto al público.

## Aeronaves
Aeronaves conservadas:
- A-4Q Skyhawk 3-A-302. Participó del hundimiento de la fragata HMS Antelope el 23 de mayo de 1982, piloteado por el teniente de navío Marco Aurelio Benítez,[9] último A-4Q en vuelo. Utilizado por la 3.ª Escuadrilla Aeronaval de Caza y Ataque desde 1972 hasta 1987.
- SA.316B Alouette III 0737/3-H-112 y 0681/3-H-109. Estos helicópteros participaron del operativo Alfil de 1990.[10]
- Bell 47 D 2-He-3. Similar a los utilizados por la Escuadrilla Aeronaval de Helicópteros desde 1949 hasta 1969.
- UH-16B Albatross 4-BS-3. Restaurado a partir de un fuselaje en malas condiciones adquirido a un particular. En uso con la Escuadrilla Aeronaval de Búsqueda y Salvamento desde 1960 hasta 1977.
- F4U-5NL Corsair
- V65F Corsair
- SNJ-5C Texan 0462/2-A-304. Este avión perteneció a la Fuerza Aérea y la Armada de los Estados Unidos. Fue entregado a la Armada Argentina en 1958, donde sirvió hasta su retiro en 1970.[11]
- Aermacchi MB-339 4-A-117. Sobreviviente de la guerra de las Malvinas.[12]
- Aermacchi MB-326 4-A-106. Entregado en 1997.[13]
- SP-2H Neptune 2-P-112. Vital durante la guerra de las Malvinas, contribuyó al hundimiento del HMS Sheffield.[14]
- L-188E Electron 0692/6-P-106. Avión de vigilancia marítima convertido a partir de la versión Lockheed L-188PF Electra (pasajeros y carga), utilizado primero por la 1.ª Escuadrilla Aeronaval de Sostén Logístico Móvil y luego por la Escuadrilla Aeronaval de Exploración desde 1973 hasta 1996.[15]
- Lockheed L-188EW Wave (0793/6-P-104). Avión de guerra electrónica, utilizado por la Escuadrilla Aeronaval de Exploración desde 1983 hasta 1996.[15]
- S-2A Tracker 2-G-52, utilizado por la Escuadrilla Aeronaval Antisubmarina como avión antisubmarino desde 1962 hasta 1978 y luego como avión de propósitos generales desde 1979 hasta 1987.
- F9F-2B Panther 3-A-311. Avión de ataque embarcado. Perteneció a la Armada de los Estados Unidos, participando de la guerra de Corea formando parte del VMF-311. Fue transferido en 1969 y prestó servicios hasta 1970. Permanece en el MUAN desde 1995.[16]
- F9F-8T Cougar 3-A-151. Avión de ataque embarcado, construido en 1957 para la USN. Fue entregado a la Argentina en 1962.[17] El 30 de marzo de 1962 en Norfolk, este Cougar rompió la barrera del sonido por primera vez en la historia de la fuerza naval argentina.[4]
- T-28F Fennec 1-A-262. Sirvió en la USAF, el Ejército del Aire francés y la Fuerza Aérea Argentina. En 1966, esta última transfirió sus Trojan a la Armada. En exposición desde 2010.[18]
- North American T-28F Fennec 3-A-204. Sirvió en la USAF y el Ejército del Aire francés. Transferido a la Armada Argentina en 1966. Dado de baja en 1979.[18]
- S-61D-4 Sea King 0675/2-H-231. Comprado nuevo en 1970.[19] Depositó los primeros infantes argentinos en el faro Cabo San Felipe durante la recuperación de las Malvinas del 2 de abril de 1982.[20]
- UH-1H Iroquois 0876/3-H-305. Perteneció al Ejército de los Estados Unidos entre 1969 y 1995 como «69-16657». En 1995, fue entregado dentro de un de lote de ocho unidades vendido a la Armada Argentina.[21]
- C-47 Skytrain CTA-15. Primer avión argentino que aterrizó en el Polo Sur en 1962.
- S-2A Tracker 0511/2-G-51. Primer avión antisubmarino embarcado adquirido por la Aviación Naval en 1962. Prestó servicios en la Escuadrilla Aeronaval Antisubmarina desde 1962 hasta 1987. En 2012, sus motores fueron puestos en marcha.[22]
- Luscombe 8E Silvaire 3-E-1, en uso con la Reserva Aeronaval desde 1948 hasta 1965, donado al aeroclub de Verónica, se incorporó al MUAN en 2003, en condiciones de vuelo.
- UH-19C 4-H-12. Sirvió entre 1953 y 1972.[23]
- Stearman PT-17 Kaydet 1-E-31. En uso con la Escuela de Aviación Naval desde 1947 hasta 1962. En condiciones de vuelo.

## Escuadrilla de aviones en vuelo
El museo dispone de una escuadrilla de aviones en condiciones de volar. En 2006, la formación se componía por un Stearman, un US-2A Tracker y un Luscombe 8.